# Adonisea sulmula
Adonisea sulmula är en fjärilsart som beskrevs av John Kern Strecker 1878. Adonisea sulmula ingår i släktet Adonisea och familjen nattflyn. Inga underarter finns listade i Catalogue of Life.